# شهرستان ایلاوا

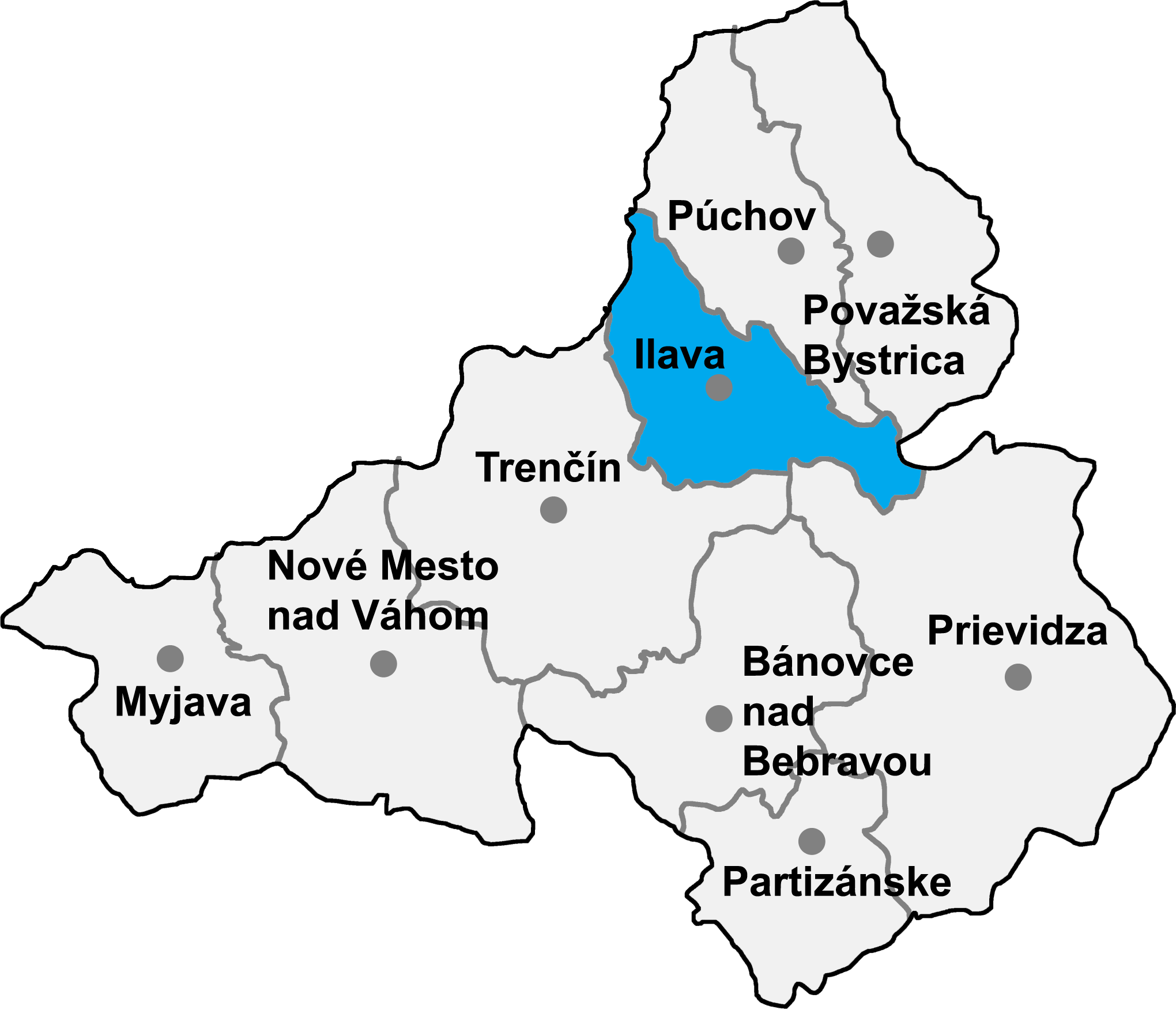
شهرستان ایلاوا (Ilawská župa) واقع در استان ترنچین (Provincia Tranchin)a

شهرستان ایلاوا (به لاتین: Ilava District) یک منطقهٔ مسکونی در اسلواکی است که در منطقه ترنچین واقع شده‌است. شهرستان ایلاوا ۳۵۹ کیلومتر مربع مساحت و ۶۱٬۰۴۸ نفر جمعیت دارد.